# Мужун Шен
Мужун Шен (кит.: 慕容盛; піньїнь: Mùróng Shèng; 373-401) — третій імператор Пізньої Янь періоду Шістнадцяти держав.

## Життєпис
Був старшим сином Мужун Бао. 389 року 16-річний Мужун Шен отримав пост голови колишньої столиці Ранньої Янь, міста Цзічена. Залишався там до 396, коли його батько зазнав нищівної поразки від сил держави Північна Вей, після чого повернувся до Чжуншаня з наявними військами, щоб сформувати нову армію для війни проти Північної Вей. Похід Мужун Чуя був успішним, але дорогою назад він захворів і помер, а Мужун Бао успадкував трон.
Ставши імператором, Мужун Бао зробив спадкоємцем престолу свого третього сина Мужун Це. Це не сподобалось другому його сину Мужун Хуею, який був улюбленцем покійного Мужун Чуя й бажав сам зайняти трон, тому він задумав повстання. Однак Мужун Бао було не до того: війська Північної Вей несподівано напали на провінцію Бінчжоу (північ сучасної Шаньсі) і, розбивши тамтешні війська, повернули на схід на яньську столицю Чжуншань. Мужун Бао вирішив зосередитись на обороні столиці, однак вейські війська почали захоплювати території, в результаті чого до весни 397 року під владою Мужун Бао залишиись тільки Чжуншань та Єчен. Вейський правитель Тоба Гуй довідався про повстання в яньській столиці та запропонував Мужун Бао мир, але той відкинув пропозицію. Мужун Бао спробував атакувати вейську армію, що відходила, втім зазнав поразки та значних втрат.
Тим часом повстав Мужун Хуей. Мужун Бао сховався в старій сяньбійській столиці, місті Лунчен, а Мужун Хуей узяв її в облогу, однак зазнав несподіваного удару від Гао Юня, й відступив до Чжуншаня. Мужун Бао після цього зробив Гао Юня своїм прийомним сином і надав йому княжий титул. Увесь той час Мужун Шен був із батьком, ставши одним з його основних генералів.
Поки Мужун Бао перебував у Лунчені, він втратив контакт із Чжуншанем та Єченом. Мужун Сян (нащадок Мужун Хуана) влітку 397 року проголосив себе в Чжуншані імператором, але був схоплений та вбитий Мужун Лінем (молодшим братом Мужун Бао), який, у свою чергу, теж проголосив себе імператором. Однак Чжуншань після цього захопили війська Північної Вей, і Мужун Лінь утік до Єчена, де, відмовившись від імператорського титулу, спонукнув захисника Єчена — дядька Мужун Бао Мужун Де — втекти на південний берег Хуанхе. Мужун Де так і вчинив, 398 року проголосивши в Хуатаї створення незалежної держави Південна Янь. Ще не знаючи про це, Мужун Бао вивів армію з Лунчена для того, щоб відвоювати територію в Північної Вей, однак генерал Дуань Сугу підбурив повстання, й армія залишила Мужун Бао, який був змушений тікати назад до Лунчена. Дуань Сугу взяв в облогу Лунчен, однак Мужун Бао й Мужун Шен встигли втекти до того, як місто здалось. Вони розраховували на допомогу Мужун Де, втім лише в околицях Хуатая довідались, що той проголосив незалежність, і повернули назад. Мужун Бао вирішив повернутись до Лунчена, натомість Мужун Шен обрав шлях продовження спротиву й залишив його. Владу в Лунчені тим часом захопив Лань Хань (дядько Мужун Чуя), за наказом якого Мужун Бао був страчений перед брамою Лунчена.
Після того Мужун Шен все ж прибув до Лунчена, щоб виконати жалобні заходи за батьком. Йому вдалось убити Лань Ханя, а також його синів та інших родичів, після чого Мужун Шен зайняв батьків престол.
Спочатку Мужун Шен хотів негайно стратити свою дружину, оскільки вона належала до родини Лань, утім його мати виступила проти. Мужун Шен дослухався до її думки, однак коли взимку 398 року він офіційно взяв імператорський титул, то не надав дружині титул імператриці.
Мужун Шен, зважаючи на події, що передували його сходженню на престол, став дуже підозрілим, тому стратив багатьох наближених за звинуваченням у справжніх чи надуманих змовах. Восени 401 року генерали Мужун Го, Цінь Юй і Дуань Цзань спробували влаштувати переворот, але змову було викрито, після чого було страчено понад 500 осіб. За п'ять днів генерал Дуань Цзі, а також Цінь Сін (син Цінь Юя) й Дуань Тай (син Дуань Цзаня) атакували палац. Мужун Шен особисто очолив загони палацової варти, що стали на захист палацу, й напад було відбито, проте сам Мужун Шен зазнав смертельного поранення. Офіційним спадкоємцем був його син Мужун Дін, однак мати Мужун Шена, яка мала зв'язок з його дядьком Мужун Сі, порушила волю імператора, й після смерті Мужун Шена звела на трон Мужун Сі.

## Девізи правління
- Цзяньпін (建平) 398
- Чанле (長樂) 399—401